# Markó László (lexikonszerkesztő)
Markó László (Budapest, 1951 – Velence, 2021) magyar lexikonszerkesztő, több adattár összeállítója.

## Élete
Évtizedeken át jelentek meg könyvei elsősorban bölcsészettudományi területen, de előszeretettel írt könyvrészleteket mások munkájába, illetve látott el szerkesztői és lektori feladatokat is. Egyik legnagyobb munkája az Új magyar életrajzi lexikon 6 kötetének szerkesztése volt.

## Művei

### Saját könyvek
- Általános történelmi fogalomgyűjtemény; szerk. Markó László; Novotrade, Budapest, 1990
- Magyar történelem évszámokban. A kezdetektől a rendszerváltozásig, Helikon Kiadó, Budapest, 1996, ISBN 963-346-139-1[3]
- Általános történelmi fogalomgyűjtemény; összeáll. Markó László; 7. jav., bőv. kiad.; Holnap, Budapest, 1997
- A magyar állam főméltóságai Szent Istvántól napjainkig. Életrajzi lexikon; Magyar Könyvklub, Budapest, 2000
- Általános történelmi fogalomgyűjtemény, Helikon Kiadó, Budapest, 2004, ISBN 963-208-887-5[4] (több kiadásban)
- Ki kicsoda a magyar történelemben, Helikon Kiadó, Budapest, 2005, ISBN 963-208-863-8[5] (több kiadásban)

### Szerkesztőként, részszerzőként munkatársa volt
- Új magyar irodalmi lexikon I–III. Főszerk. Péter László. Budapest: Akadémiai. 1994.  ISBN 963-05-6804-7  (lektor)[6]
- Officina egyetemes lexikon; magyar kiad. főszerk. Markó László, ford. Abai Ágnes et al.; Officina Nova, Budapest, 1994
- Ki kicsoda a magyar mezőgazdaságban? I. A-H (több kötet nem készült el belőle), Babits Kiadó, Szekszárd, 1997, ISBN 963-9015-45-8 (A századvég magyarsága-sorozat)[7] (szerző)
- Brigitte Beier – Christiane Kopka – Christian Michatsch – Dietmar Pokoyski: A film krónikája, Officina Nova, Budapest, 1994, ISBN 963-477-027-4 (Officina Nova krónika-sorozat)[8] (szerkesztő)
- A Magyar Tudományos Akadémia tagjai 1825–2002 I–III. Főszerk. Glatz Ferenc. Budapest: MTA Társadalomkutató Központ. 2003.[9] (szerző)
- Egyetemes lexikon A-Z, Magyar Könyvklub, Budapest, 2001, ISBN 963-547-495-4[10] (több kiadásban) (szerkesztő)
- Új magyar életrajzi lexikon I–VI. Főszerk. Markó László. Budapest: Magyar Könyvklub; (hely nélkül): Helikon. 2001–2007.  ISBN 963-547-414-8 [11] (főszerkesztő)
- Ortutay Gyula: Napló, Alexandra Kiadó, Pécs, 2009–2010, ISBN 978-963-370-984-9[12] (szerkesztő)

## Egyéb irodalom
- Péter László: Csapnivaló jegyzetek In: Visszhang, LIII. évfolyam 39. szám, 2009. szeptember 25.